# Microtyle bergii
Microtyle bergii är en svampart som beskrevs av Speg. 1919. Microtyle bergii ingår i släktet Microtyle, divisionen sporsäcksvampar och riket svampar.   Inga underarter finns listade i Catalogue of Life.